# 5181 SURF
أس يو أر أف (ويعرف أيضًا باسم 5181 أس يو أر أف وفق تسمية الكوكب الصغير) (بالإنجليزية: SURF)‏ هو كويكب ضمن حزام الكويكبات؛ وترتيبه 5181 من حيث الاكتشاف.
اكتُشف هذا الجُرم الفلكي بواسطة اليانور إف. هيلين في 7 أبريل 1989.

## وصلات خارجية
- 5181 SURF في قاعدة بيانات مختبر الدفع النفاث لأجرام النظام الشمسي الصغيرة

- الاكتشاف · مخطط المدار ·  العناصر المدارية · المعلمات المادية

- 5181 SURF على موقع ويكي سكاي: DSS2, SDSS, GALEX, IRAS, Hydrogen α, X-Ray, Astrophoto, Sky Map, Articles and images